# Mailbombe
Als Mailbombe oder E-Mailbombe bezeichnet man das organisierte Verschicken von mehreren E-Mails, mit oder ohne Anhänge, um das Postfach oder die Kommunikationseinrichtungen des Empfängers zu blockieren.

## Ursprünge
Mailbomben waren in den 1990er-Jahren, in Zeiten geringer Bandbreiten und kleiner E-Mail-Postfächer, ein Mittel, um Verstöße gegen die Netiquette zu ahnden. Dabei verschickten entweder viele einzelne Benutzer Mails an den Betreffenden oder ein Administrator, beispielsweise an einer Universität, die damals bereits über leistungsstarke Rechner und Internetzugänge verfügten, schickte eine Mail mit einem mehrere Megabytes großen Anhang. Dies führte dazu, dass das betroffene Postfach die Maximalgröße überschritt und der Betroffene keine weiteren Mails mehr empfangen konnte. Rief der Betroffene seine Mails per Modem über POP3 ab, konnte der Empfang der Mailbombe mehrere Stunden in Anspruch nehmen.
Beliebter Anhang war die komplette Distribution des X Window Systems, da dies oft die größte Datei auf Unix-Systemen war und zudem frei, also ohne Lizenzverletzung, versendet werden durfte.
Eine Archivbombe kann auch als Mailbombe Einsatz finden, da sie ebenfalls über E-Mail verschickt wird und beim Entpacken sogar von der Größe her „explodiert“, also auf eine Dateigröße expandiert wird, die das System überlastet.

## Gegenwart
In einer Protestaktion hatten sich 235.000 Menschen einer Gratis-Ausgabe der Bild-Zeitung verwehrt, die am 23. Juni 2012 an alle deutschen Haushalte verteilt werden sollte.
Linus Neumann, Autor bei Netzpolitik.org, versah seinen Widerspruch mit einem Auskunftverlangen gemäß Bundesdatenschutzgesetz und sandte ihn an unterschiedliche Adressen des Axel-Springer-Verlags. Im Rahmen dieser datenschutzrechtlichen Anfrage per E-Mail widersprach Neumann auch der Zusendung einer Infopost in rotem Umschlag, die der Verlag allen Verweigerern zukommen ließ. Nachdem er eine positive Antwort vom Springer-Verlag erhalten hatte, berichtete er darüber bei Netzpolitik.org.
Seinem Beispiel folgten mehrere tausend Leser, was zeitweise zu einer Überfüllung der Posteingänge führte. Der Axel-Springer-Verlag reagierte mit einer zweiseitigen Antwort aus dessen Datenschutzabteilung, in dem Neumann und den Nachahmern E-Mail-Bombing und Computersabotage vorgeworfen wurden. Der Verlag weigerte sich darüber hinaus, den Gegnern das Recht auf Selbstauskunft einzuräumen, sofern sie nicht eine Kopie ihres Personalausweises einreichten.
Im selben Schreiben wurde behauptet, das Vorgehen sei mit dem Berliner Beauftragten für Datenschutz und Informationsfreiheit abgesprochen. Eine Nachfrage ergab, dass diese Behauptung nicht den Tatsachen entsprach und führte zu einer aufsichtsrechtlichen Prüfung des Vorgehens des Verlages durch den Berliner Beauftragten für Datenschutz und Informationsfreiheit. Der Verlag begann umgehend, die von den Gegnern geforderten Prüfungen durchzuführen und entsprechende Auskünfte zu versenden.
Auch wurde weder gegen Neumann noch gegen Beteiligte Anzeige wegen Computersabotage erstattet, da eine solche kaum Aussicht auf Erfolg gehabt hätte.